# محمد يحيى المنصور
محمد يحيى المنصور (28 فبراير 1965 - 20 نوفمبر 2020م)، هو سياسي وشاعر وكاتب ومؤلف وناقد وتربوي يمني، معروف في أوساط الأدباء والكتاب والإعلاميين، جمع بين الفنون الأدبية والسياسية، عمل رئيسا للدائرة الإعلامية لحزب الحق، مدير ثم رئيس تحرير صحيفة الأمة الناطقة باسم حزب الحق، رئيس اللجنة التنفيذية لحزب الحق، رئيس مؤسسة الثورة للصحافة والطباعة والنشر، رئيس الوفد الإعلامي في مفاوضات الكويت، رئيس مجلس إدارة وكالة الأنباء اليمنية سبأ.

## مولده
المحابشة محافظة حجة في 27 شوال 1384 الموافق 28 فبراير 1965م.

## التأهيل العلمي
درس القرآن الكريم والتجويد على يد جده العلامة يحيى حسين الخزان، ودرس المراحل الأساسية من التعليم حتى الثانوية في المحابشة، ودرس في أصول الدين والتاريخ وعلوم اللغة العربية على يد عدد من العلماء، حصل في العام 1991م على ليسانس لغة عربية من كلية الآداب بجامعة صنعاء.

## الأعمال التي شغلها
- موظفا إداريا في مؤسسة الثورة إلى العام  1988م.
- مدرسا لمادة اللغة العربية للمرحلة الإعدادية والثانوية عام 1982 م في المحابشة.
- ثم انتقل عام 1997 م إلى إحدى المدارس الثانوية في مدينة صنعاء.
- رئيس الدائرة الإعلامية لحزب الحق.
- مدير ثم رئيس تحرير صحيفة الأمة الناطقة باسم حزب الحق، رئيس اللجنة التنفيذية لحزب الحق.
- رئيس مؤسسة الثورة للصحافة والطباعة والنشر
- رئيس الوفد الإعلامي في مفاوضات الكويت
- مدير تنفيذي لمركز الدراسات السياسية والاستراتيجية اليمني.
- رئيس مجلس إدارة وكالة الأنباء اليمنية سبأ رئيس مجلس الإدارة.[5]

## المشاركات العلمية
شارك في العديد من المؤتمرات والندوات العلمية والحلقات النقاشية في اليمن وعدد من الدول العربية والإسلامية منها مؤتمرات اتحاد الأدباء والكتاب اليمنيين منذ عام  1992 م، المؤتمر العالمي للشباب والطلبة في الجزائر عام  2000 م.

## النشاط الاجتماعي
عضو اتحاد الأدباء والكتاب اليمنيين، عضو اتحاد الأدباء والكتاب العرب، عضو المجلس التنفيذي لحماية البيئة، رئيس فرع جمعية حماية البيئة في مدينة المحابشة.

## مؤلفاته
له العديد من الكتابات والقصائد في الصحف والمجلات اليمنية، وله العديد من المجموعات والمؤلفات الشعرية المخطوطة والمنشورة منها:
- سيرة الأشياء، مجموعة شعرية، صدرت عن اتحاد الأدباء والكتاب اليمنيين عام 2003 م.
- المشهد الشعري التسعيني في اليمن، كتاب نقدي.[4]

## وفاته
توفي في صنعاء يوم الجمعة 20 نوفمبر 2020م بعد معاناة مع مرض السرطان.